# Чакмак, Мустафа
Мустафа Чакмак (тур. Mustafa Çakmak, 19 декабря 1909 — 29 октября 1999), до Второй мировой войны известный как Мустафа Авджиоглу (тур. Mustafa Avcioğlu) — турецкий борец, призёр чемпионатов Европы.

## Биография
Родился в 1909 году. Был одним из пионеров спортивной борьбы в Турции. В 1930-х годах пять раз становился чемпионом Балкан. В 1936 году в составе турецкой делегации борцов совершил поездку в СССР, который тогда не входил в Международную федерацию любительской борьбы; в том же году принял участие в Олимпийских играх в Берлине, однако ни в вольной, ни в греко-римской борьбе не смог завоевать медалей. В 1939 году стал серебряным призёром чемпионата Европы.
В 1947 году вновь стал серебряным призёром чемпионата Европы. В 1948 году принял участие в Олимпийских играх в Лондоне, где занял 8-е место в соревнованиях по греко-римской борьбе.